# 구미 죽장리 오층석탑
구미 죽장리 오층석탑(龜尾 竹杖里 五層石塔)은 대한민국 경상북도 구미시 선산읍 죽장리의 죽장사 터에 위치한 석탑이다. 남북국 시대의 것으로 추정된다. 화강석으로 되어 있으며, 높이는 약 10미터로 전탑형의 5층탑으로는 대한민국에서 가장 높다. 1968년 12월 19일 대한민국의 국보 제130호로 지정되었다.

## 개요
선산 읍내에서 서쪽으로 약 2km 떨어진 죽장사터에 있는 석탑으로, 주변에 석재와 기와 조각이 널려 있어 건물터였음을 짐작할 수 있다. 바닥돌에서 머리장식에 이르기까지 100여 개가 넘는 석재로 짜여져 있으며, 전탑형의 오층탑으로는 국내에서 가장 높은 탑으로, 높이가 10m에 이른다.
탑은 2단의 기단(基壇) 위에 5층 탑신(塔身)을 세우고 그 위로 머리장식을 얹고 있는 거대한 모습이다. 탑신부 1층 몸돌 남쪽 면에는 불상을 모셨던 것으로 보이는 감실(龕室)이 마련되어 있으며, 그 주위로 문을 달았던 흔적이 남아 있다. 지붕돌의 아래·윗면은 전탑(塼塔:벽돌로 쌓아올린 탑)에서와 같이 계단 모양으로 이루어져 있다. 정상에는 머리장식의 받침돌인 노반(露盤)이 남아 있다.
통일신라시대 전형적인 양식인 2단의 기단을 형성하고 있지만, 기둥조각을 새기지 않은 탑신의 몸돌이나 지붕돌의 모습은 전탑의 양식을 모방하고 있다. 안동과 의성지역에서 유행했던 모전석탑(전탑의 양식을 모방한 석탑) 계열로 보이며, 웅장하고 세련된 통일신라 석탑의 우수한 조형미를 잘 보여주는 작품이다.

## 형태
18개의 장대석으로 땅을 받치고, 그 위에 상층과 하층의 기단부를 마련하였다. 아래의 기단은 14개의 평면석으로 잇고, 그 위의 갑석(甲石)은 18개로 이루어져, 사이의 합각은 15개의 장대석으로 짜여졌다.
초층의 탑신은 여섯 개의 돌로 조립되었고, 남면에 감실이 마련되어 있다. 지금은 비어있으나, 원래는 불상을 봉안한 것으로 보인다. 양 쪽으로 문비가 마련된 흔적이 남아 있다.
2층의 탑신은 세 개의 돌로 조립되었는데, 옥개는 네 개의 돌로 이루어져 있다. 받침이 5단이고 층단은 6단이다.
3층의 탑신은 네 개의 돌로 조립되었고, 옥개도 네 개의 돌로 이루어져 있다. 받침이 4단이고, 층단은 6단이다.
4층의 탑신의 옥개는 세 개의 돌로 이루어져 있으며, 받침이 3단에 층단이 5단이다.
5층의 탑신은 두 개의 돌로 되어있고, 옥개는 하나의 돌로 되어 있다. 받침이 3단이고, 층단은 6단이다. 탑의 정상부에는 하나의 돌로 된 노반이 놓여있다.

## 전설
옛날에 두 남매가 살았는데, 서로 재주를 자랑하다가 누가 먼저 탑을 건립하겠는가 하고 서로 경쟁을 하기로 하였다. 오빠는 다른 곳에서 탑을 쌓고, 누이는 죽장사에 석탑을 세우게 되었는데, 누이가 먼저 오층석탑을 완성하여 이기게 되었다.

## 사진

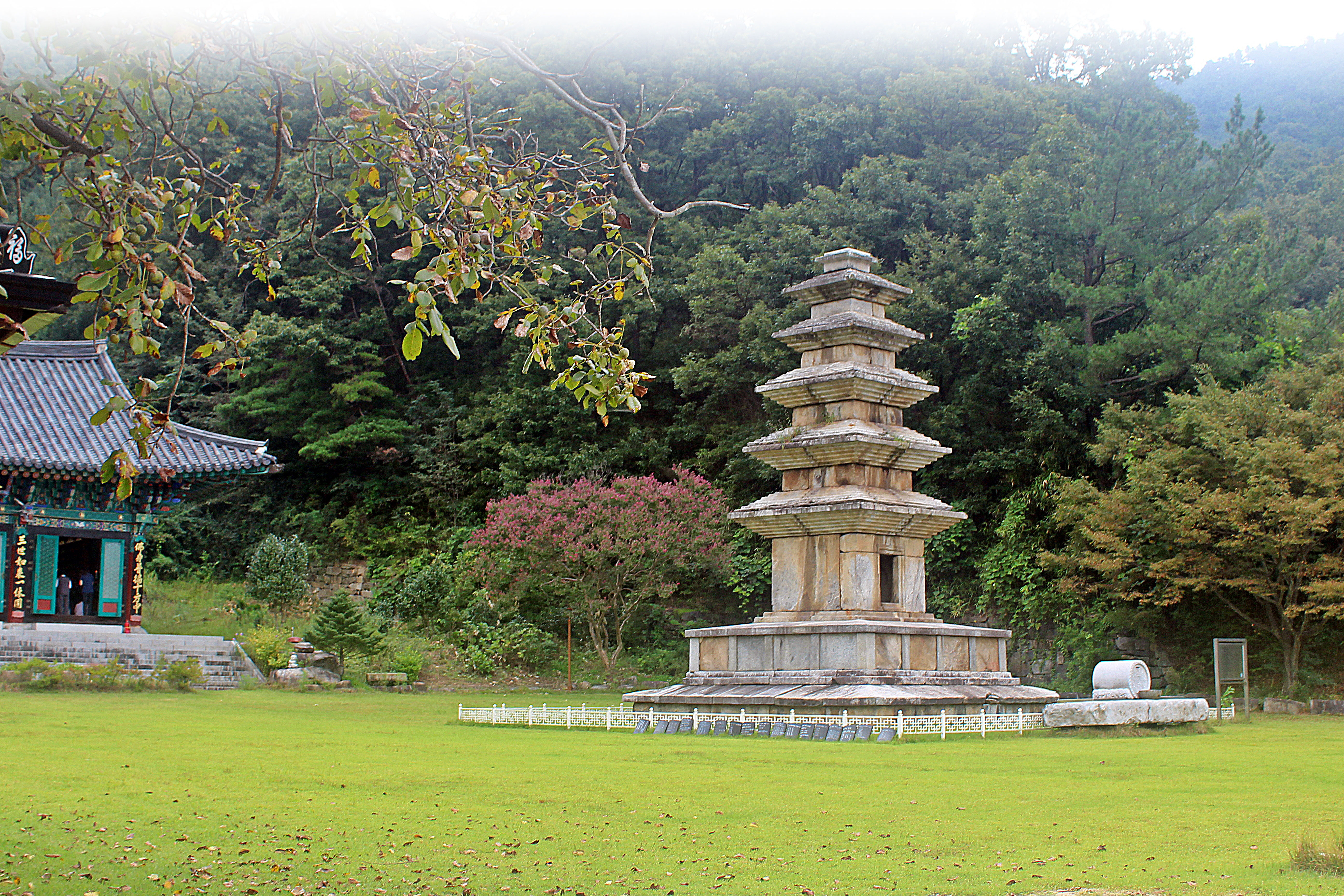
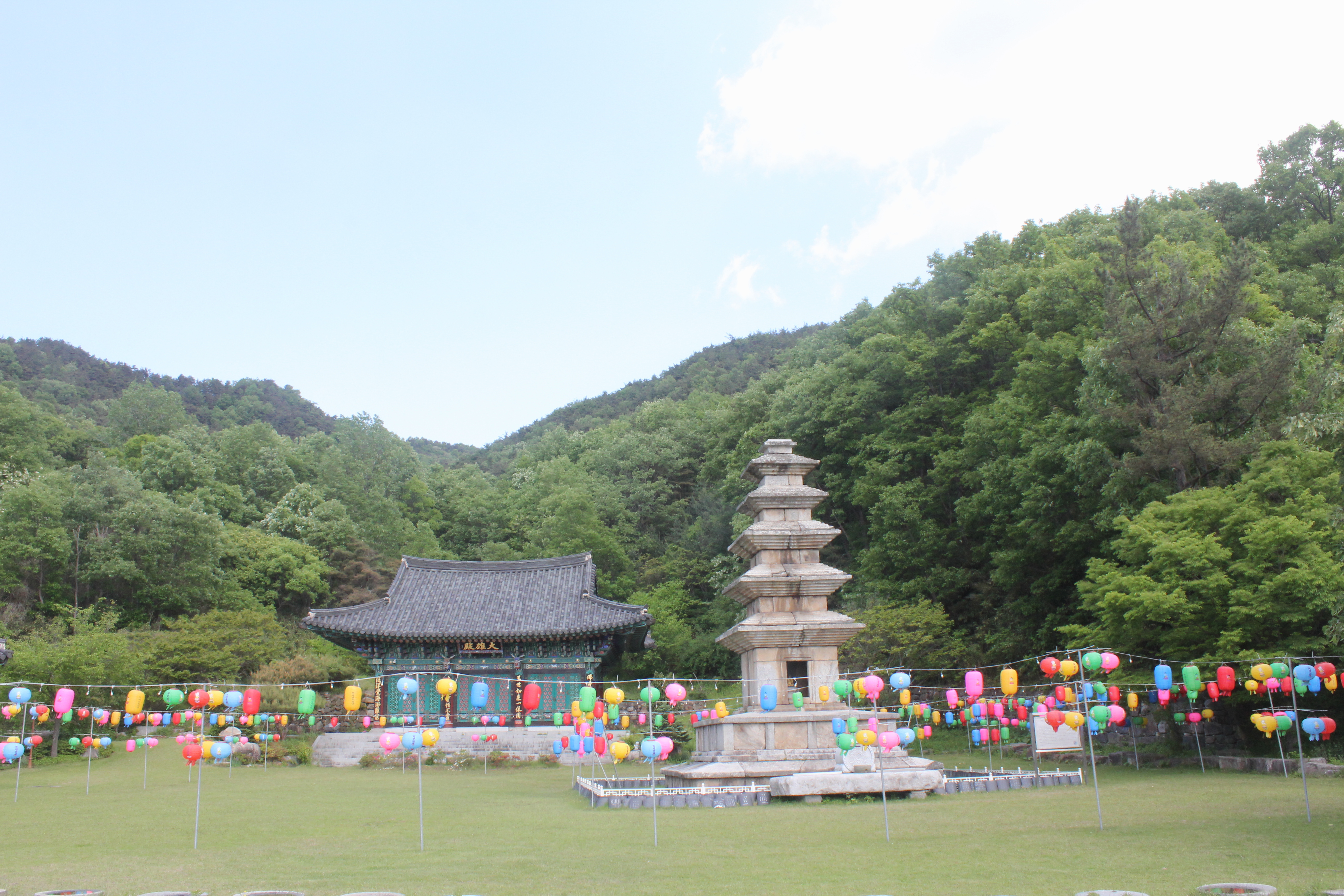

## 같이 보기
- 구미 죽장사지

## 참고 문헌
- 《구미시지》 보정판, 구미문화원.

## 참고 자료
- 구미 죽장리 오층석탑 - 국가유산청 국가유산포털
- 한국저작권위원회 공유마당에 있는 사진